# ム・プング

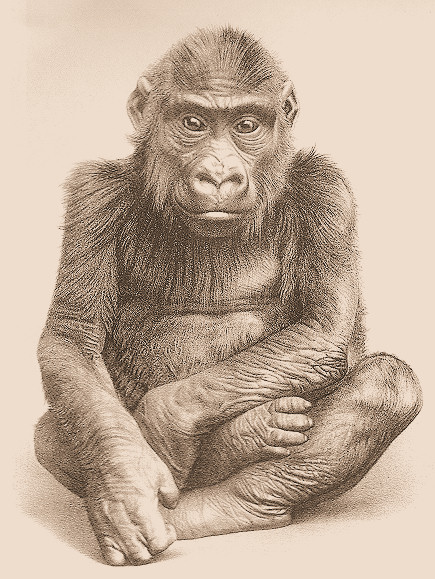
ベルリンで撮影されたM'Punguの写真

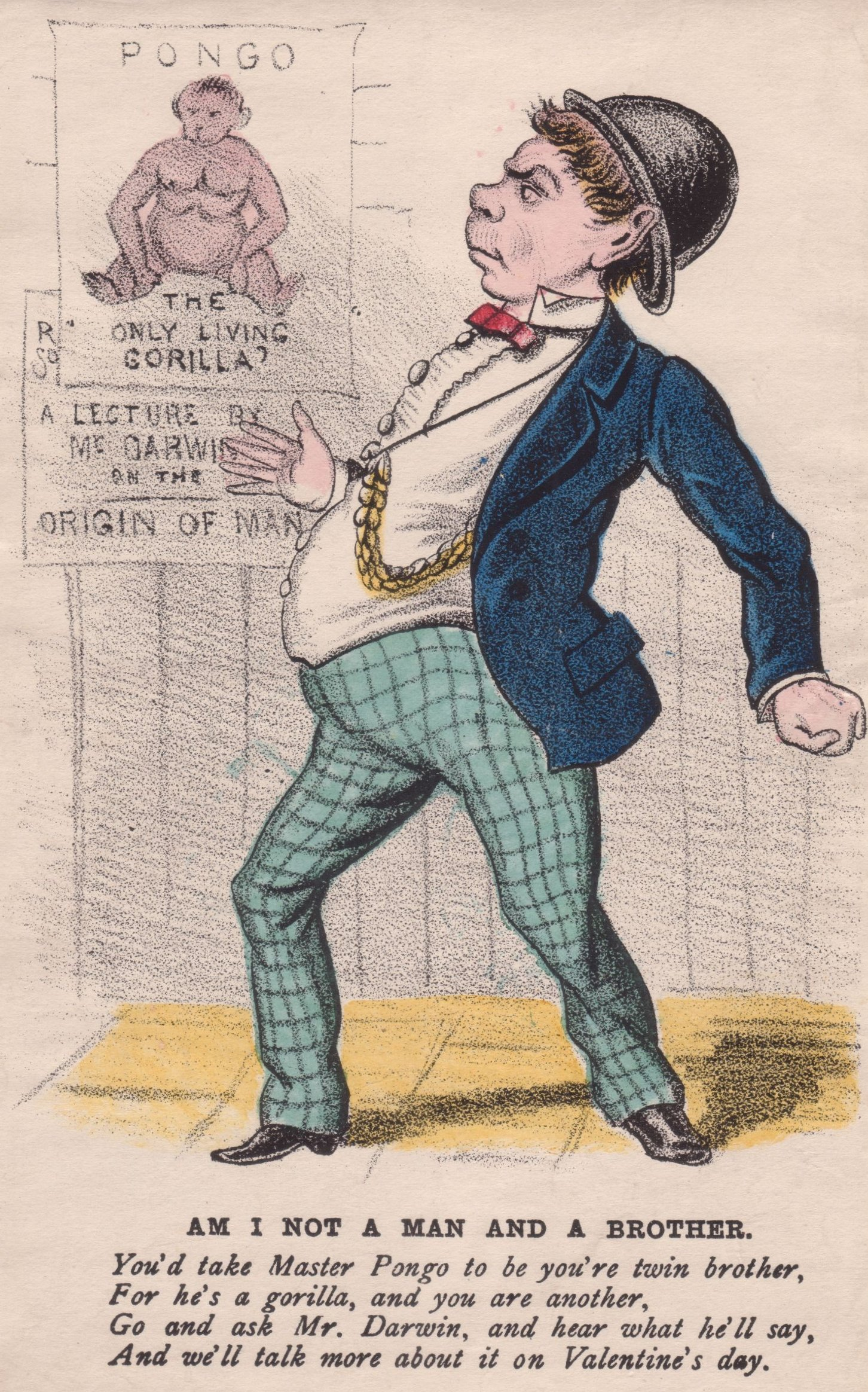
イギリスの雑誌にのった戯画
ダーウィンの講演のポスターの上に、pongoの絵が張られている。

ム・プング（M'Pungu）はヨーロッパに生きた状態で連れてこられた雄のゴリラである。1876年からベルリン・ウンター・デン・リンデン水族館で公開された。1874年生まれで、1877年に死した。アフリカの外で、生きたゴリラの形態的特徴や行動が研究された最初の例となり、多くの動物学者たちの注目を集めた。1855年に最初にヨーロッパに連れてこられたゴリラはイギリスの移動動物園で人間の服を着せられて7ヶ月間公開された子供の雌ゴリラの「ジェニー」であったが、チンパンジーと思われていて学者の注目を集めていなかった
。
"M'Pungu" という名前は現在のザイールにあたるアフリカ沿岸の言葉でゴリラを示す一般名詞であった。

## 概要
M'Punguとか、「マスターポンゴ」Master Pongo とか ポンゴ(Pongo）とか呼ばれた子供の雄ゴリラは、1875年10月、ポルトガル人のドスサントス(Laurentio Antonio dos Santos)から贈り物として、アフリカ探検に参加していたドイツ人軍医ユリウス・ファルケンシュタインに贈られたものである。"M'Pungu" は現地人ハンターによって捕獲されポルトガル人に売られたもので、この時年齢は14ヶ月と推定されていた。
はじめひどく弱っていたゴリラは、交易所でファルケンシュタインの世話によって元気を取り戻し、1876年5月、船に乗せられ、リバプール、ハンブルクを経由して、6月30日にベルリンに到着した。翌日、ウンター・デン・リンデンの水族館に運ばれ、しばらく馴らされた後、水族館で公開され、人々の大きな関心を呼んだ。水族館では、動物学者のハルトマン(Robert Hartmann)、コールマン(Arthur Kollmann）、フライターク(Karl Freytag)、ペータース(Wilhelm Peters)らによって研究が進められた。はじめヒヒとオナガザルと一緒の既設の檻に入れられていたが、8月の末か小さなヤシが置かれた広い檻に移された。
1877年の7月から9月初めの間は、造られたばかりのロンドンのイベント劇場のロイヤル・アクアリウム（Royal Aquarium and Aquarium Theatre）で展示され、ベルリンと同じ様に多くの学者を集めた。それらの学者の中には、オーウェン(Richard Owen)、マイヴァート(St.George Mivart) 、バックランド(Frank Buckland)がいた。一般の人々の関心も高く、報道機関も大きく扱った。「ロンドン・タイムズ」は一面で報じ、ニューヨーク・タイムズやオーストラリア、ニュージーランドもこのことを報じた。1877年8月の雑誌パンチには"Reflections on the Gorilla at the Aquarium"と題した以下のような詩が掲載された。
„Master Pongo, from the Congo
Or, more strictly, the Gaboon-stream –
Sole Gorilla
That doth fill a
Place beneath pale Europe's moon-stream
1877年11月13日の朝、何の前兆なく、このゴリラは死んだ。翌日ファルケンシュタインと病理学者のフィルヒョウの立会いのもとで解剖が行われ、死因は初めは腸の炎症と診断されたが、5週後に肺炎だと発表された。この有名なゴリラの死は世界中で報道された。
このゴリラの骨格標本はフンボルト博物館に保存されたとされるが現在は失われている。